# 宋淑贤
宋淑贤（1954年—），女，辽宁新金人，中国射箭运动员、教练员。曾打破女子射箭团体单轮世界纪录。